# Вселатвийское родительское собрание
Вселатвийское родительское собрание — акция, организованная в Латвии для выражения протеста  против сокращения обучения на русском языке в рамках проводимой школьной реформы. Цель собраний — подтвердить общественный запрос на образование на родном языке для жителей республики, которые говорят по-русски и являются национальными меньшинствами.
Организаторы собрания — Штаб защиты русских школ, Русский союз Латвии, правозащитники и родительская общественность.

## Собрание 2018 года
Первое собрание было организовано в Риге после принятия в Сейме, но до подписания президентом поправок к законам «Об образовании» и «О всеобщем образовании», которые предусматривали ликвидацию так называемых программ для национальных меньшинств в государственных и муниципальных школах, а также и частных школах на этапе среднего образования (10—12-е классы) и значительное сокращение преподаваемых на русском языке предметов на этапе начальной школы (до 50 %) и основной школы (до 20 %).
На собрании заявлялось, что не соблюдалось решение Конституционного суда Латвии 2005 года по поводу перевода средней школы на 60 % преподавания на латышском предусматривало проведение мониторинга качества образования, чтобы установить, не падает ли оно из-за сокращения материала, преподаваемого на иных языках. Также заявлялось, что без обоснований идёт дальнейшее сокращение обучения на родном языке.

### Выступления 31 марта
Собрание прошло в гостинице «Латвия» с участием 900 человек. Оно приняло официальную резолюцию, обращение родителей к президенту Раймонду Вейонису с просьбой не провозглашать принятый Сеймом дискриминационный закон и обращение к латышским родителям, чтобы они осознали вред реформы и заступились за русские школы. Последнее обращение поддержал латышский журналист, бывший народный депутат СССР Виктор Авотиньш, который с трибуны назвал реформу исключительно политическим решением и заявил, что она лишь усилит напряжение в обществе.
Президент Русской общины Латвии Владимир Соколов выразил тревогу о том, что русская школа в Латвии уничтожается как целостная система.
Активист Владимир Линдерман подчеркнул, что собрание — это не уличная акция, которую политики могут проигнорировать, а представительное мероприятие, показывающее решимость общины сопротивляться реформе, уничтожающей национальную идентичность русских. Он призвал к акциям гражданского неповиновения и предложил добиваться от России персональных санкций против тех, кто голосовал за ликвидацию школ: «часть этих людей имеет интересы в России, политические в том числе. И нужно добиваться санкций против спонсоров этих партий».
Депутат Европарламента Мирослав Мирофанов уверен, что дискриминационной реформе можно и нужно противостоять, в том числе оспаривая ее в Конституционном суде и привлекая помощь Евросоюза.

### Дело в Полиции безопасности
После собрания Полиция безопасности Латвии 18 апреля 2018 года возбудила против его организаторов уголовный процесс по подозрению в совершении противоправных действий, предусмотренных разделом Уголовного закона «Преступления против государства».
20 апреля с применением силы Полицией безопасности был задержан 64-летний доктор экономики, активист Штаба защиты русских школ Александр Гапоненко, которому инкриминировали деятельность, направленную против независимости страны. По месту жительства и работы Гапоненко были проведены обыски.
8 мая группой вооруженных людей в масках на автобусной остановке в микрорайоне Иманта был задержан активист Владимир Линдерман. По утверждению его адвоката, это связано с его речью на Вселатвийском родительском собрании.
11 мая для дачи показаний была вызвана в Полицию безопасности лидер Русского союза Латвии Татьяна Жданок.
По утверждениям агентства Sputnik в начале мая Полиция безопасности также попыталась задержать общественную активистку, Евгению Крюкову. Якобы ей инкриминировали то, что в своей речи она призывала организовывать школьные забастовки.
После изменения меры пресечения по уголовному делу вместо ареста на подписку о невыезде Владимир Линдерман охарактеризовал процесс по Вселатвийскому родительскому собранию как беспрецедентный, преследующий цель подавить общественное движение русскоязычных жителей Латвии, поскольку преследование ведётся сразу против 5 человек по очень суровым уголовным статьям.
Уголовное дело против ряда участников собрания было прекращено в апреле 2020 года. В июле возобновлено дело против В. И. Линдермана.

## Собрание 30 марта 2019 года
Второе Вселатвийское родительское собрание уделило внимание качеству школьного образования в целом и внедрению так называемого компетентностного подхода к образованию, который, по мнению многих экспертов, грозит деградацией школьной системы и тем, что многие выпускники не смогут продолжать обучение в вузах из-за отсутствия необходимых для этого базовых знаний.